# Bailleau

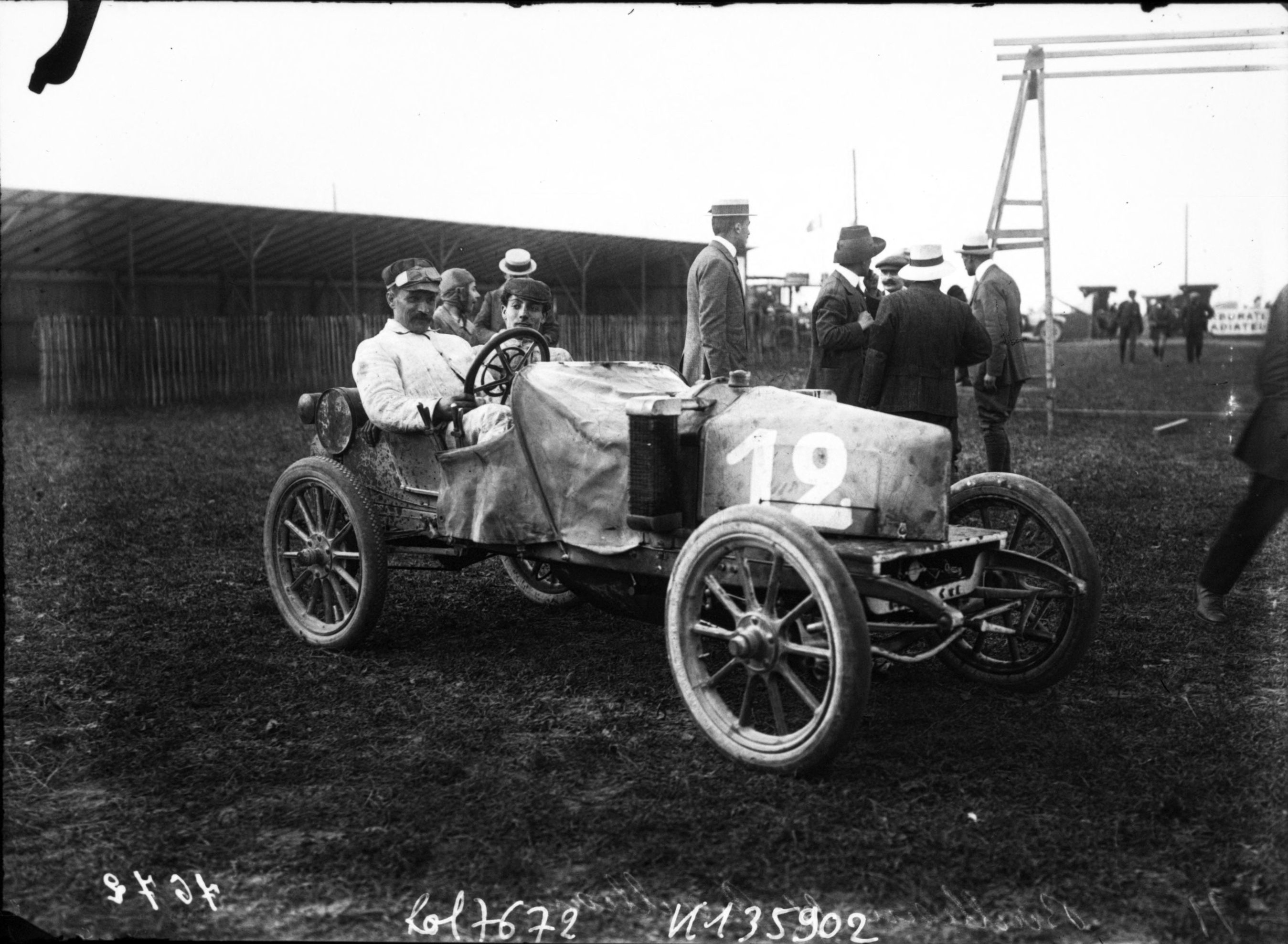
A. Bailleau in seinem Rennwagen beim Grand Prix des Voiturettes 1908

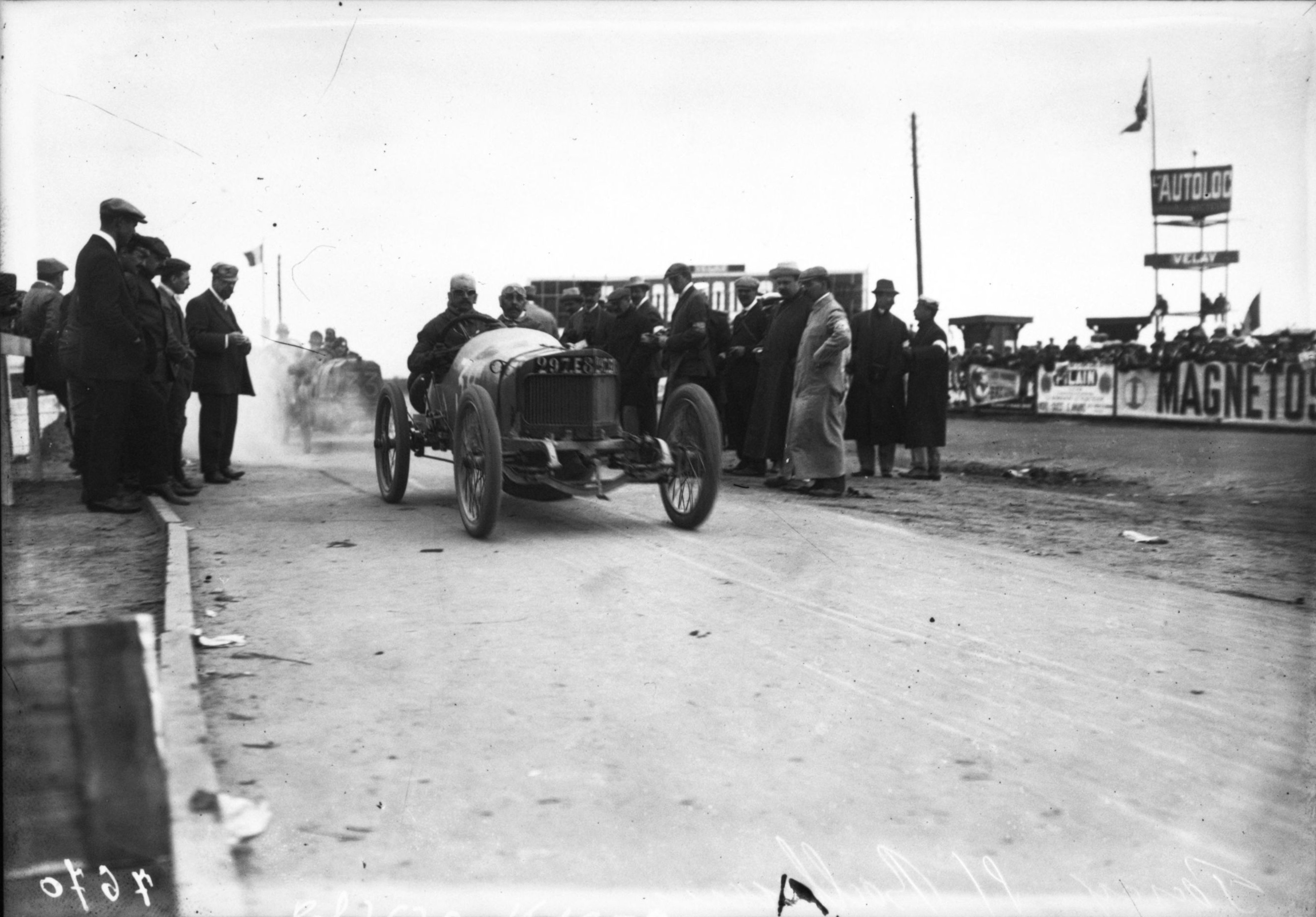
Farcy beim gleichen Rennen

A. Bailleau war ein französischer Hersteller von Automobilen.

## Unternehmensgeschichte
Das Unternehmen A. Bailleau aus Longjumeau begann 1901 mit der Produktion von Automobilen. 1914 endete die Produktion.

## Fahrzeuge
Das erste Modell 2 ¾ CV war mit einem Einzylinder-Einbaumotor von De Dion-Bouton ausgestattet, der unter der Sitzbank montiert war und über eine Kette die Hinterachse antrieb. Der Motor war wahlweise luftgekühlt oder wassergekühlt. Außerdem gab es ein leichtes vierrädriges Fahrzeug.
1904 folgten die Modelle 6 CV und 9 CV mit Motoren von De Dion-Bouton. Bei diesen Modellen waren die Motoren vorne montiert und die Kraftübertragung erfolgte mittels Kardanantrieb. 1906 gab es das Modell 16 CV mit einem Vierzylindermotor. 1911 bestand das Angebot aus dem 6 CV als Ein- und Zweisitzer und dem viersitzigen 10/12 CV.